# Stemma del Regno d'Italia

Primo stemma del Regno d'Italia, in uso dal 17 marzo 1861 al 4 maggio 1870. Già stemma del Regno di Sardegna dal 1848

Stemma del Regno d'Italia dal 4 maggio 1870 al 27 novembre 1890

Grande Stemma del Regno d'Italia dal 27 novembre 1890 al 27 marzo 1927 e dal 26 ottobre 1944 al 10 ottobre 1946

Grande stemma del Regno d'Italia dal 27 marzo 1927 all'11 aprile 1929

Grande Stemma del Regno d'Italia dall'11 aprile 1929 al 26 ottobre 1944

Emblema della Repubblica Italiana, in uso dal 29 maggio 1948, che pose fine all'utilizzo dello stemma del Regno d'Italia

Lo stemma del Regno d'Italia è stato l'emblema ufficiale del Regno d'Italia. È essenzialmente formato da una croce sabauda (di rosso alla croce argento) a cui sono aggiunti ornamenti esteriori; fu normato per la prima volta con una deliberazione della Consulta araldica il 4 maggio 1870. In seguito venne modificato due volte, nel 1890 e nel 1929. Fu uno dei simboli patri italiani e venne sostituito nel 1948 dall'emblema della Repubblica Italiana.

## Blasonatura
Dopo l'Unità d'Italia non venne subito normato un nuovo stemma. Le amministrazioni usavano varie versioni dello scudo sabaudo circondato dal collare dell'Ordine dell'Annunziata e sormontato dalla corona reale, talvolta attorniato da due fronde di alloro. La versione più diffusa fu quella con lo scudo, il collare, la corona e le quattro bandiere nazionali che spuntavano da dietro allo scudo, usata sulle leggi e sui decreti sin dal 1848 dal Regno di Sardegna. A volte a questa versione era aggiunto anche uno manto reale allo scudo.
La prima blasonatura dell'arma fu istituita con deliberazione della Consulta araldica del Regno d'Italia "con cui si determina quali debbano essere gli ornamenti esteriori dello stemma dello Stato" del 4 maggio 1870.
Veduto l'articolo 24 del proprio regolamento;
Veduta la deliberazione con cui furono fissati gli ornamenti esteriori degli stemmi delle famiglie, delle province e dei comuni;
Veduti gli studi compiuti per cura dei Ministeri di Grazia e Giustizia, e di Agricoltura, Industria e Commercio circa lo stemma dello Stato;
Veduta la legge 21 aprile 1861, nº 1, che stabilisce l'intitolazione degli atti Sovrani;
Veduti gli articoli 2 della legge 23 giugno 1854, nº 1731, e 3 del decreto reale 30 giugno dello stesso anno;
delibera che lo stemma dello Stato debba d'ora in poi raffigurarsi nel modo seguente:
di rosso alla croce d'argento; lo scudo cimato da elmo Reale ornato di svolazzi d'oro e d'azzurro, coronato di corona Reale, sormontata da una croce trifogliata d'oro, attorniato dal Collare del Supremo Ordine della SS. Annunziata, movente dagli angoli superiori dello scudo; ed interiormente a questo Collare, dalla fascia della Gran Croce dell'Ordine dei SS. Maurizio e Lazzaro, più, entro questa fascia, dalle altre due delle Gran Croci degli Ordini, militare di Savoia e della Corona d'Italia, moventi, la prima dalla metà del fianco destro, l'altra dalla metà del fianco sinistro dello scudo, ciascuna colla gran croce rispettiva, pendente sotto lo scudo, a metà della distanza tra la punta ed il fianco laterale, e congiungentisi, le fasce, sotto la punta dello scudo stesso; dalla quale esce ancora la Croce dell'Ordine Civile di Savoia appesa al suo nastro, questo, attraversante sulle fasce degli ultimi due ordini, il tutto al naturale; sostenuto da due leoni al naturale, controrampanti, affrontati, colla testa volta all'infuori, appoggiati sopra due bastoncini d'oro, divergenti in fascia, a modo di svolazzi sottili, da un terzo della punta dello scudo, essi leoni tenenti cadauno un guidone Reale Italiano, a lungo fusto, svolazzante all'infuori; il tutto attraversante sovra un manto di porpora sparso di rose, e di nodi di Savoia d'oro, appannato d'armellini, movente dall'elmo reale; l'intero stemma sotto un padiglione di velluto azzurro, soppannato di raso bianco frangiato d'oro, la frangia attaccata ad un gallone caricato di croci scorciate e di nodi di Savoia alternati; esso padiglione a colmo d'oro, sormontato da una stella d'argento, raggiante d'oro; la base del colmo accostata dalla sommità dei guidoni, fustati d'oro, tenuti dai leoni, e che sono interzati in palo di verde, di bianco e di rosso, il bianco caricato in cuore di uno scudetto di rosso alla croce bianca, bordato di un sottilissimo filetto di azzurro»
(Deliberazione della Consulta araldica del Regno d’Italia con cui si determina quali debbano essere gli ornamenti esteriori dello stemma dello Stato. 4 maggio 1870)
L'emblema venne normato nove anni dopo la nascita del nuovo Stato, che fu infatti proclamato il 17 marzo 1861 e fu criticato alla Camera dei deputati. Lo stemma presentava due leoni rampanti d'oro quali sostegni dello scudo timbrato da un elmo coronato, intorno al quale erano presenti i collari dell'Ordine militare di Savoia, l'Ordine Civile di Savoia, l'Ordine della Corona d'Italia (creato il 2 febbraio 1868), l'Ordine dei Santi Maurizio e Lazzaro e dell'Ordine supremo della Santissima Annunziata (portante il motto FERT). I leoni impugnavano dei guidoni su cui era presente la bandiera italiana. Dall'elmo si dipartiva un manto regale sovrastato da un padiglione, sopra il quale era presente la Stella d'Italia raggiante e capovolta.
Vent'anni dopo, il 1º gennaio 1890, su impulso di Antonio Manno, commissario del re presso la Consulta araldica, gli stemmi personali della famiglia reale furono così modificati: gli ornamenti esteriori dello scudo vennero leggermente cambiati in modo tale da essere più simili a quelli del Regno di Sardegna, ovvero dell'organismo statale predecessore del Regno d'Italia. Il manto e le lance sparirono e la corona venne spostata dall'elmo al padiglione, che ora presentava delle rose e delle croci cucite. La Corona ferrea, che venne posta al di sopra dell'elmo, aveva come cimiero una testa di leone alata, che insieme alla bandiera dei Savoia usata nell'esercito sardo sostituì la stella; nello stesso periodo la stella a cinque punte, sparita dallo stemma, verrà adottata nelle mostrine militari, le cosiddette "stellette".
Il 27 novembre 1890 il presidente del consiglio Francesco Crispi, con l'intento - proclamato nel preambolo - di «regolare secondo le tradizioni storiche e nazionali» la questione del simbolo nazionale, sottopose alla firma del re un ulteriore decreto, accompagnato da apposita relazione, che avrebbe regolato i particolari della foggia e dell'uso dello stemma di Stato. Questa seconda versione di stemma rimarrà in uso per i successivi 56 anni. Gli stemmi della famiglia reale vennero dunque regolati dal regio decreto nº 7282 del 1° gennaio 1890, mentre gli stemmi dello Stato e delle amministrazioni governative furono normati dal regio decreto del 27 novembre 1890:
Art. 1
Il grande stemma dello Stato è formato da uno scudo di rosso alla croce d'argento; cimato dall'elmo reale colla Corona di ferro; sostenuto da due leoni; o d'oro od al naturale; attorniato dalle grandi insegne degli ordini equestri italiani; posto sotto un padiglione regio sormontato dalla corona reale ed accollato al fusto del gonfalone d'Italia che ha l'aquila d'oro coronata, sulla punta, in cravatta azzurra e lo stendardo nazionale bifido e svolazzante.
Art. 2
Il piccolo stemma dello Stato è formato da uno scudo di rosso alla croce d'argento, attorniato dal collare dell'Ordine supremo, col manto e colla corona reale.
Art. 3
Nel piccolo stemma dello Stato si possono aggiungere i sostegni, o l'elmo colla corona di ferro, o le bandiere nazionali, oppure togliervi il manto.»
(Regio decreto 27 novembre 1890, n. 7282 (serie 3))
Benito Mussolini, dopo aver proclamato, il 12 dicembre 1926, il fascio littorio quale "emblema di Stato", il 27 marzo 1927 lo affiancò allo stemma già esistente mentre due anni dopo, l'11 aprile 1929, i due simboli vennero fusi a formare la terza e ultima versione dello stemma del Regno d'Italia, sostituendo i leoni con due fasci grazie all'approvazione del regio decreto nº 504 dell'11 aprile 1929, che sanzionava:
Art. 1
Il grande stemma dello Stato è formato dello scudo di Savoia, di rosso alla croce di argento, sormontato da un elmo reale d'oro completamente aperto, damascato, foderato di rosso e posto in maestà, ornato di un cercine e di svolazzi d'oro e di azzurro, cimato con la corona di ferro. Sostegni: due fasci littori addossati con l'ascia all'infuori, legati con strisce di cuoio intrecciate e formanti due nodi di Savoia. Lo scudo fregiato con la grande collana dell'ordine supremo della SS. Annunziata, con le grandi fasce delle grandi croci degli ordini reali del SS. Maurizio e Lazzaro, militare di Savoia e della Corona d'Italia e con nastro e croce del merito civile di Savoia; la grande fascia dell'ordine Mauriziano annodata da quattro cifre reali d'oro e caricata del motto: «FERT», tre volte ripetuto. Il tutto posto sotto un padiglione di porpora bardato d'un gallone e frangiato d'oro, soppannato d'ermellino, col colmo di tela di argento ricamato a lingue di fuoco d'oro moventi dal lembo superiore e a fiamme alternate d'oro e di rosso nella parte inferiore, con un drappellone, intagliato a forma di vaii, di velluto azzurro, gallonato e con fiocchi d'oro; questo padiglione cimato della corona reale.
Art. 2
Il piccolo stemma dello Stato è formato di uno scudo di rosso alla croce di argento, cimato da corona reale, dalla quale escono lateralmente due nastri al nodo di Savoia; il tutto accollato al collare dell'ordine della SS. Annunziata e sostenuto da due fasci littori, con l'ascia all'esterno al naturale. Il tutto accompagnato in punta da una lista accartocciata con il motto: «FERT» in oro, ripetuto tre volte.
Art. 3
Le varie fogge di questi stemmi sono effigiate nelle tavole unite al presente decreto, le quali saranno firmate d'ordine nostro, dal capo del governo, primo Ministro segretario di Stato. La corona reale è quella prescritta dagli artt. 43 e 45 del regio decreto 1º gennaio 1890 sopra i titoli e stemmi della famiglia reale.»
(Regio decreto 11 aprile 1929, n. 504)
Dopo la liberazione di Roma venne reintrodotta, a partire dal 26 ottobre 1944, lo stemma del 1890; esso rimase in vigore due anni, fino alla sua sostituzione con il nuovo emblema della Repubblica Italiana, conseguenza del mutamento istituzionale del 2 giugno 1946.

## Evoluzione storica

### Regno di Sardegna

Stemma del Regno di Sardegna (1720-1815)
Stemma del Regno di Sardegna (1815-1831)
Stemma del Regno di Sardegna (1833-1848)
Stemma del Regno di Sardegna dal 1º agosto 1848 al 28 novembre 1848
Stemma del Regno di Sardegna dal 28 novembre 1848 al 17 marzo 1861

### Regno d'Italia

#### Dal 1861 al 1890

Stemma del Regno d'Italia dal 17 marzo 1861 al 4 maggio 1870, de facto usato fino al 1890[10]
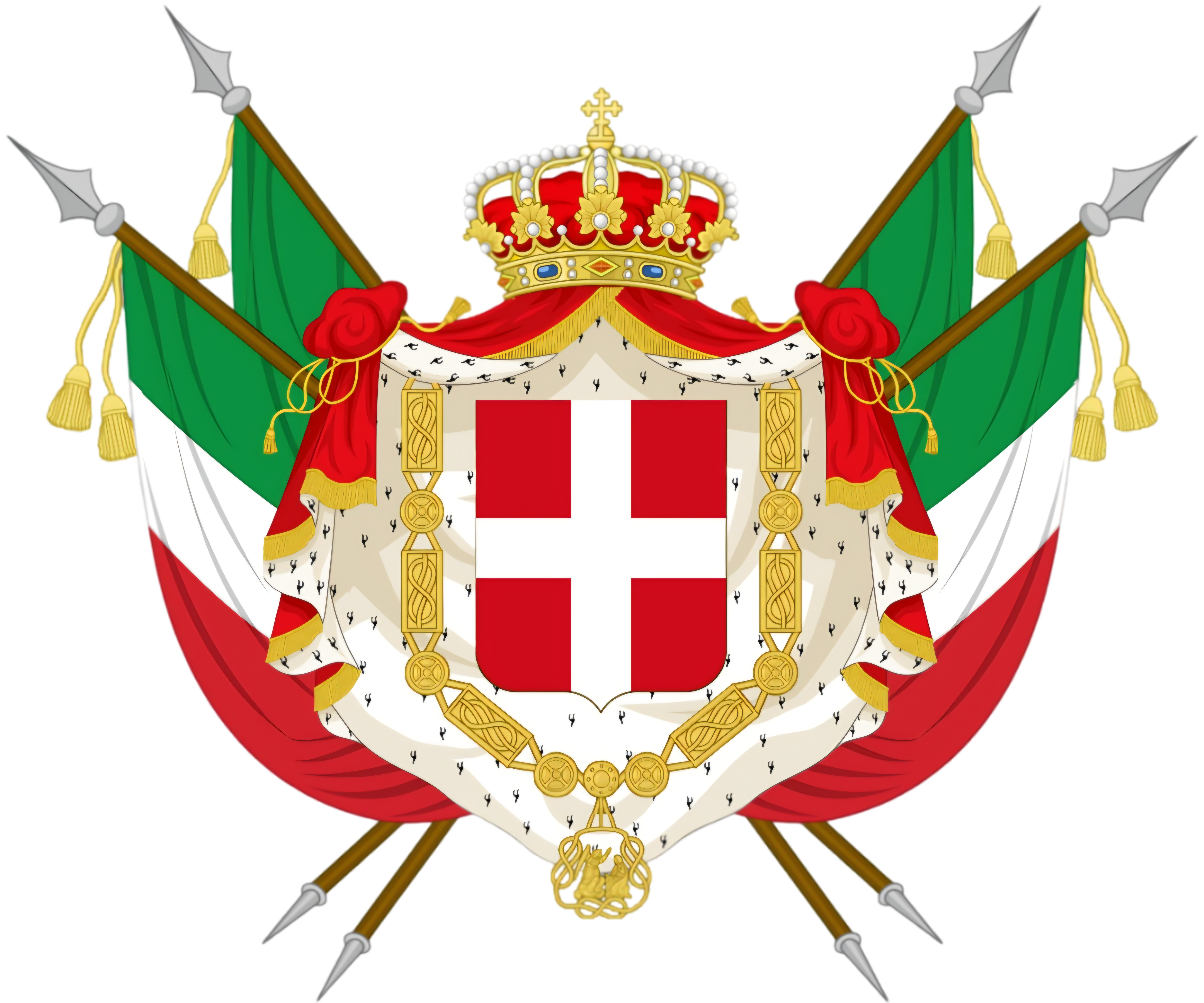
Variante dello stemma usato al 1861 al 1870, de facto usato anche dopo tale anno
Stemma del Regno d'Italia dal 4 maggio 1870 al 27 novembre 1890

#### Dal 1890 al 1927 e dal 1943 al 1946
Stemmi utilizzati dallo Stato italiano dal 27 novembre 1890 al 27 marzo 1927 e dal luglio 1943 al 1946.

Grande Stemma (1890-1927; 1943-1946). Era usato solo nel grande sigillo dello Stato, in occasioni solenni e nelle decorazioni monumentali
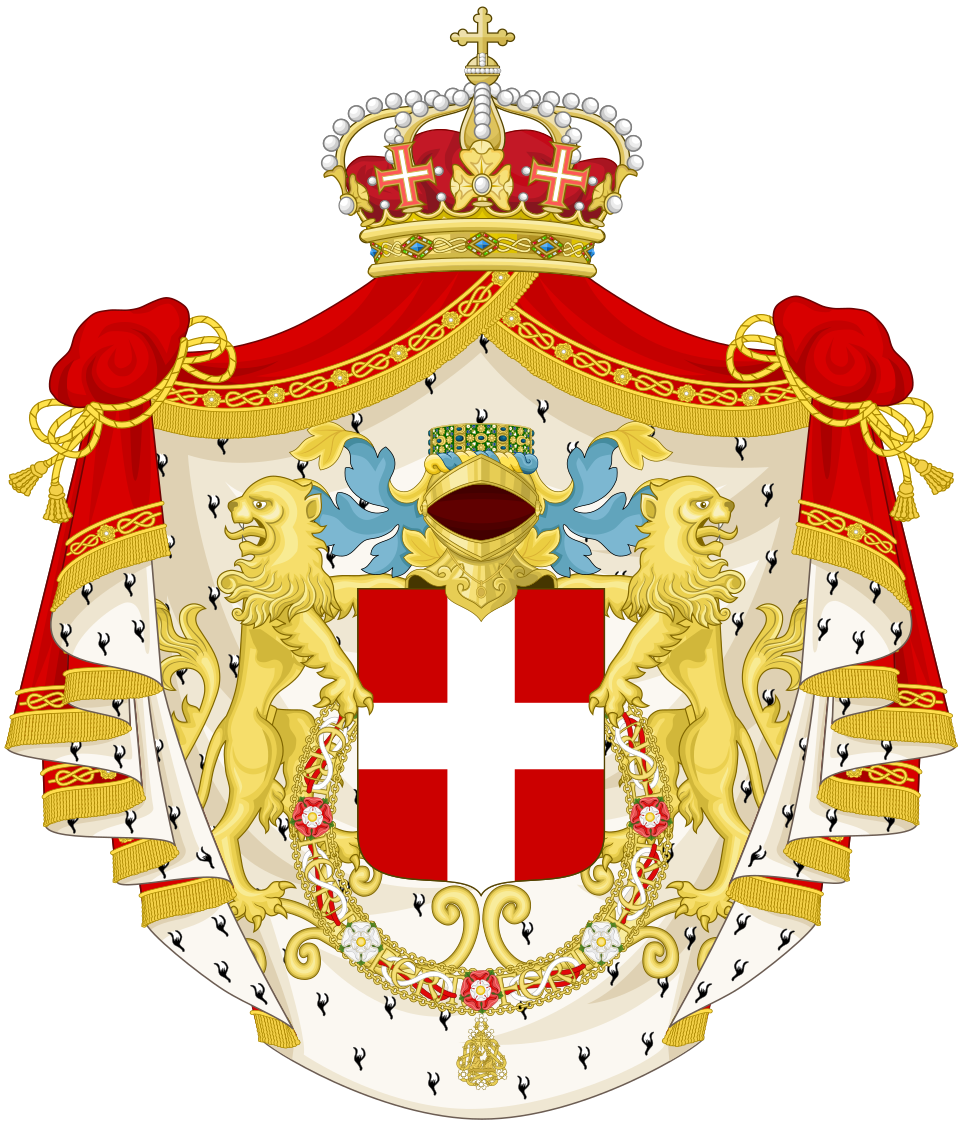
Stemma Medio - versione con elmo e corona ferrea (1890-1927; 1943-1946)
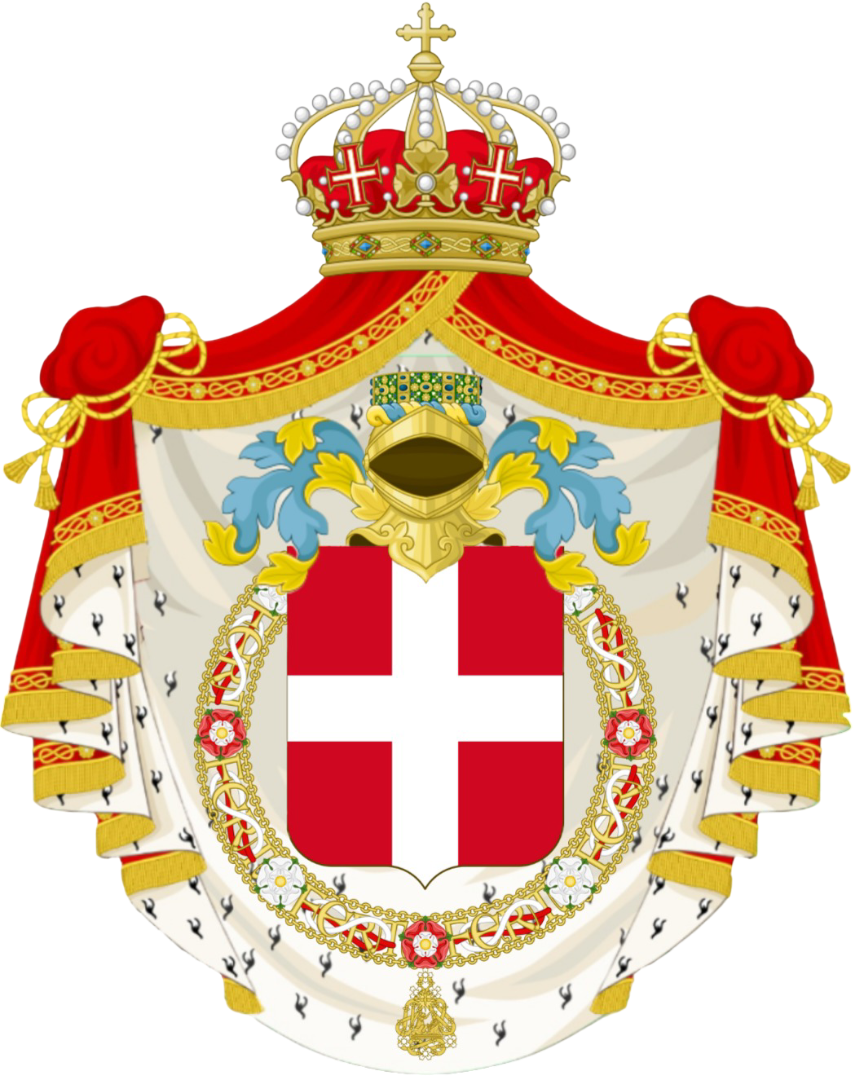
Versione usata dal Ministero della Real Casa tra il 1890 e i primi del '900
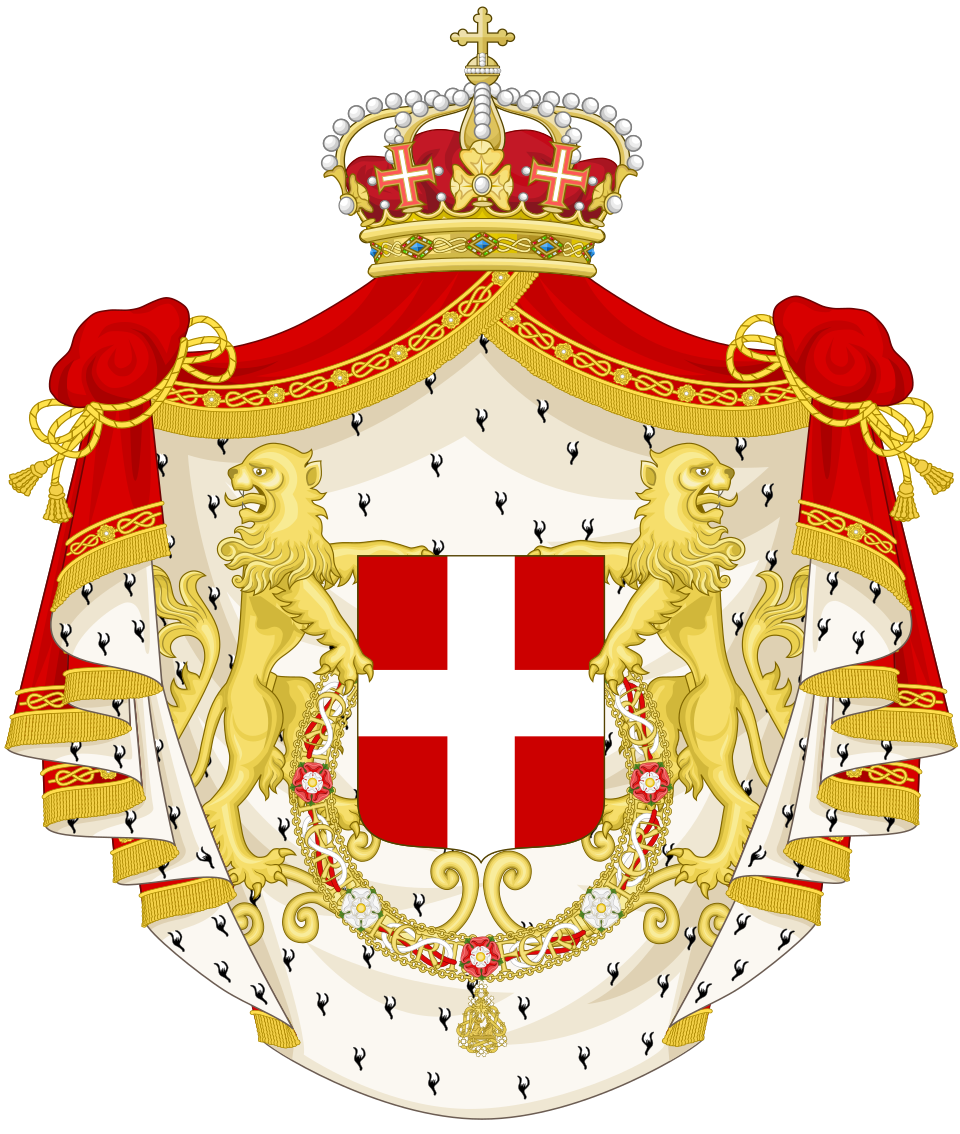
Stemma Medio - versione senza elmo e corona ferrea (1890-1927; 1943-1946)
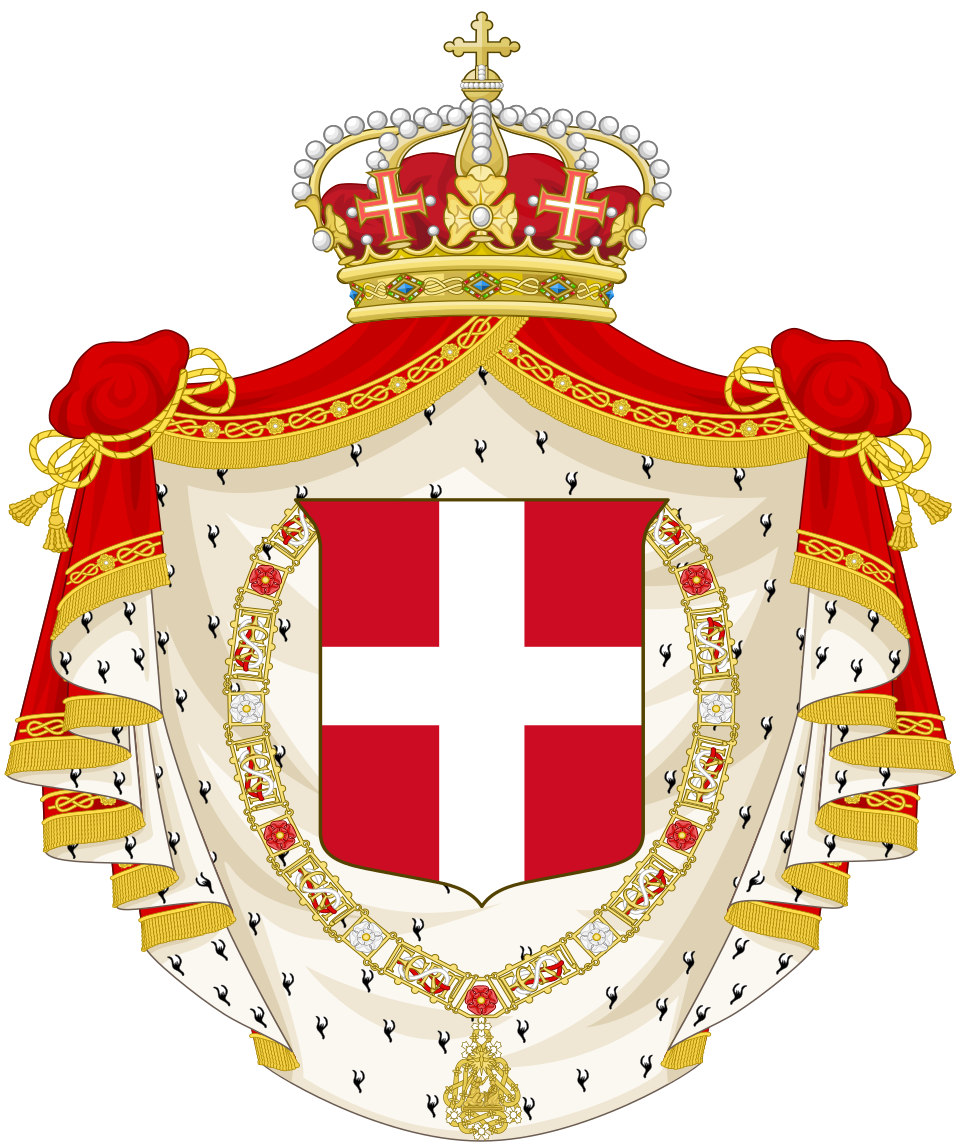
Piccolo Stemma (1890-1927; 1943-1946)
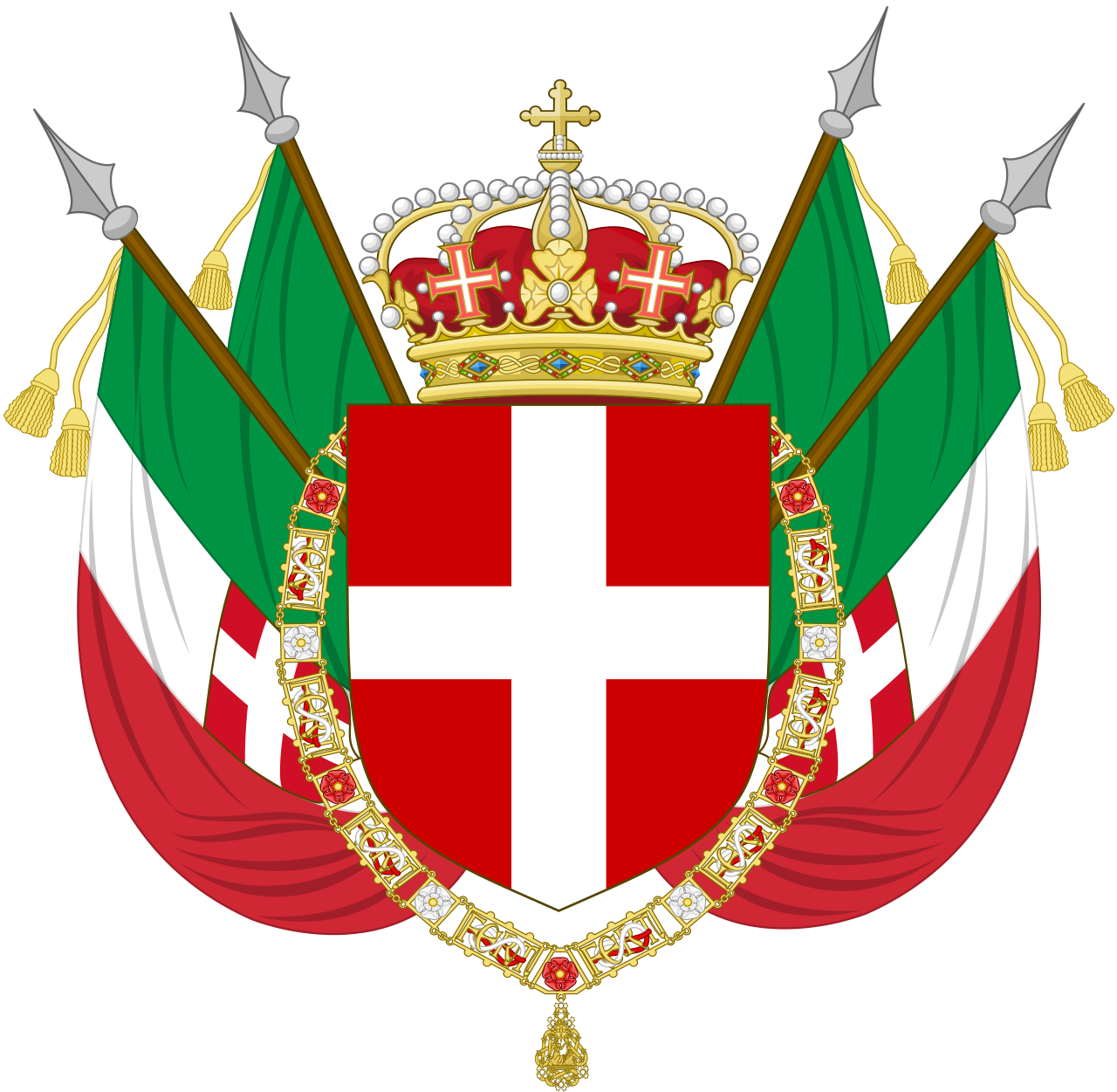
Piccolo Stemma con le bandiere nazionali (1890-1927; 1943-1946)
Piccolo Stemma senza ornamenti (1890-1927; 1943-1946)
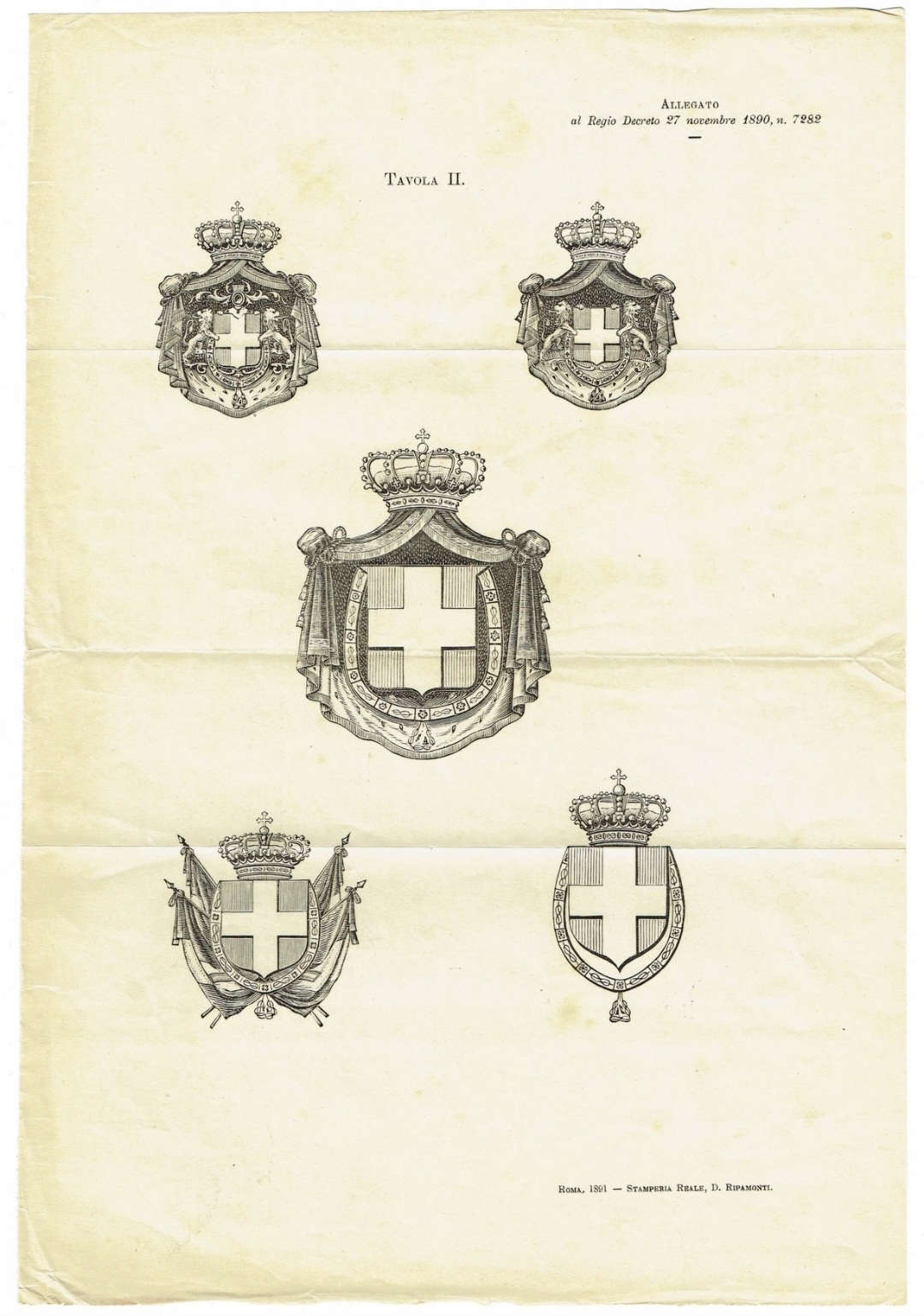
Varianti dello Stemma Minore riportate nel R.D. 27 novembre 1890, n. 7282
Piccolo stemma de facto del Regno d'Italia usato dopo la destituzione di Mussolini (da luglio a novembre 1943)[13]

#### Dal 1927 al 1943 (periodo fascista)

Grande stemma del Regno d'Italia dal 27 marzo 1927 all'11 aprile 1929. Era usato solo nel grande sigillo dello Stato, in occasioni solenni e nelle decorazioni monumentali
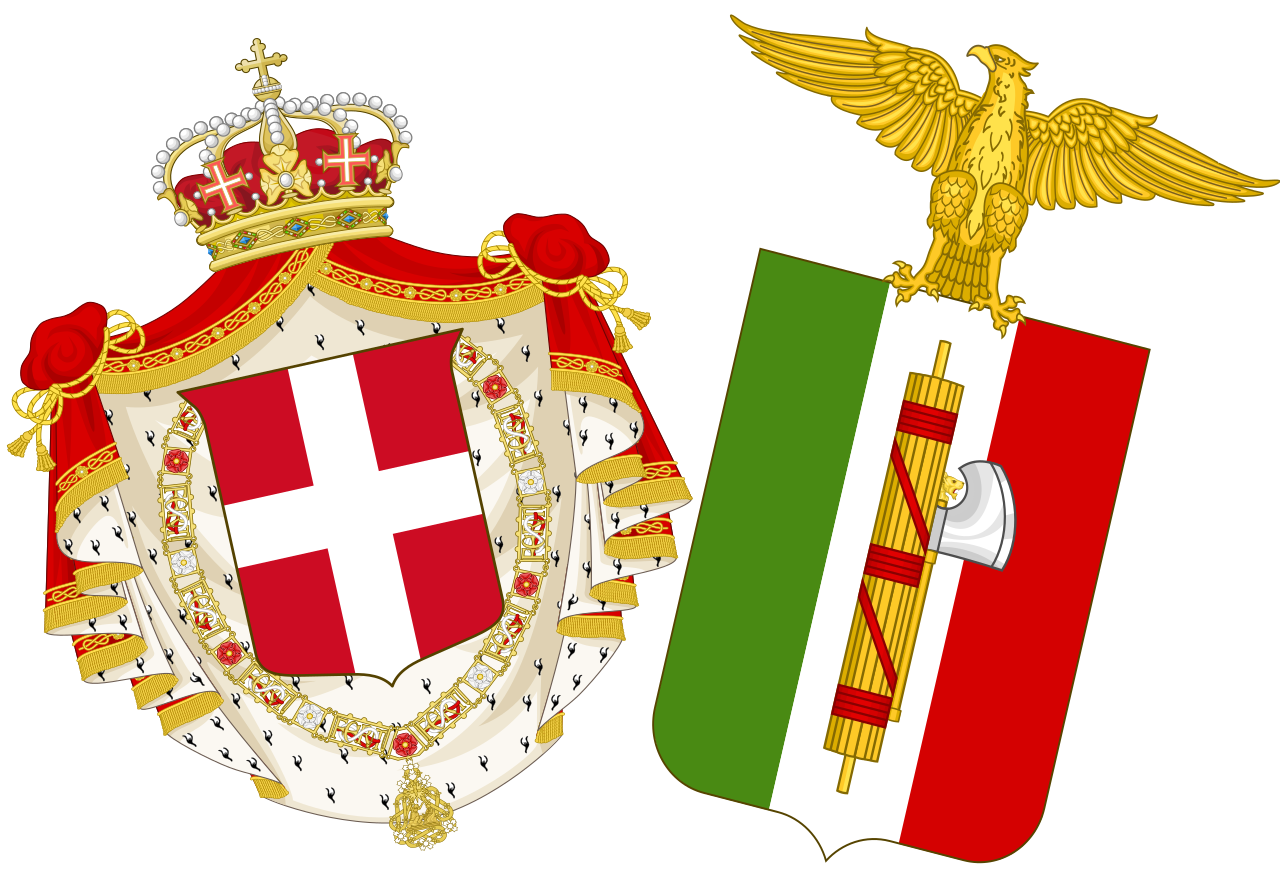
Medio stemma del Regno d'Italia dal 27 marzo 1927 all'11 aprile 1929
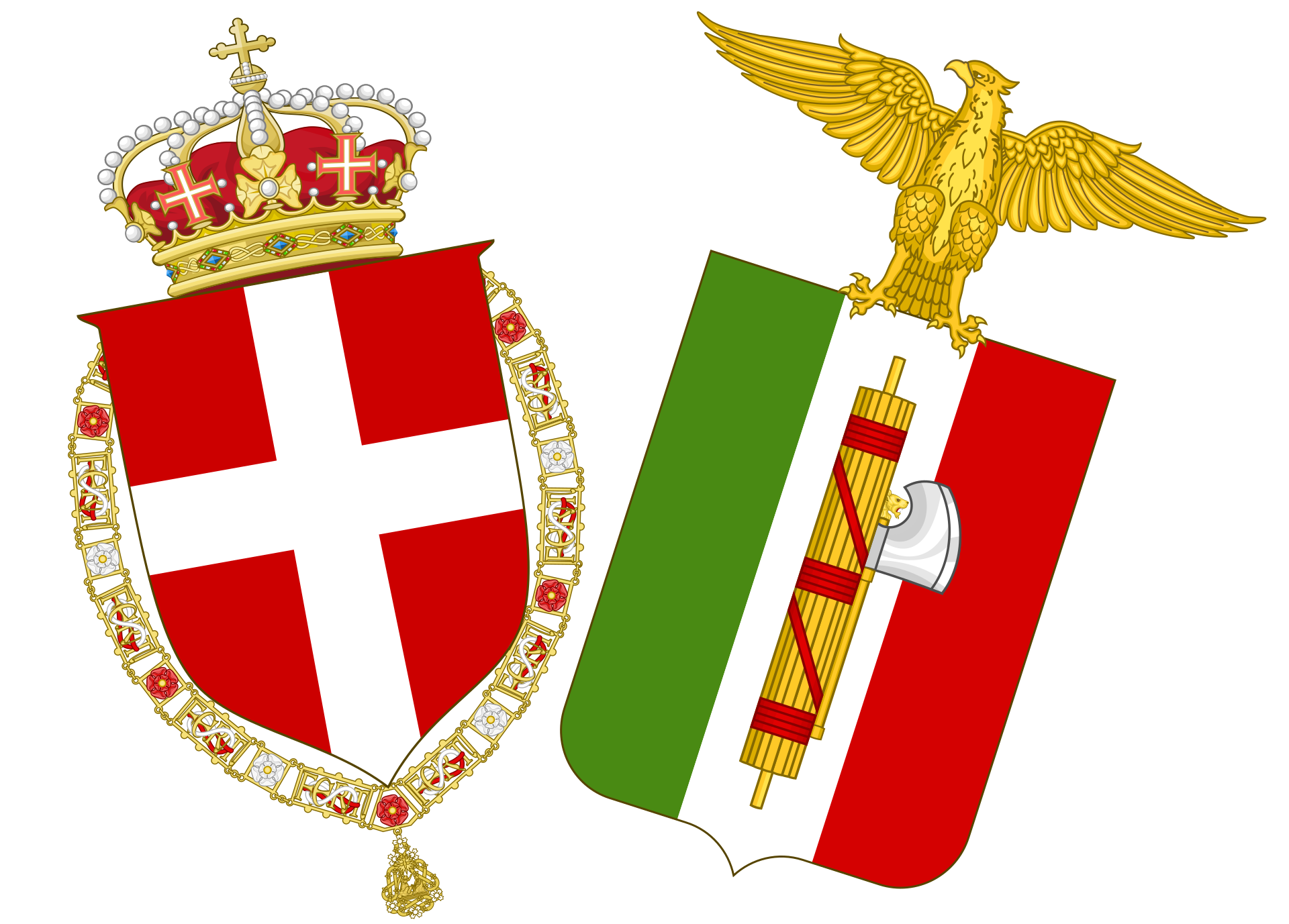
Piccolo stemma del Regno d'Italia dal 27 marzo 1927 all'11 aprile 1929
Grande stemma del Regno d'Italia dall'11 aprile 1929 al 25 luglio 1943 (de jure fino 26 ottobre 1944). Era usato solo nel grande sigillo dello Stato, in occasioni solenni e nelle decorazioni monumentali
Piccolo stemma del Regno d'Italia dall'11 aprile 1929 al 25 luglio 1943 (de jure fino al 26 ottobre 1944)

## Stemmi reali
Con il regio decreto 1° gennaio 1890 "Titoli e stemmi della Famiglia Reale" vengono normati gli stemmi del re e degli altri membri della famiglia usati fino al 1946.

### Re e Regina consorte
Al Re era concesso un grande stemma con lo scudo di Savoia contornato dai cordoni degli ordini di cui era capo, sostegni, l'elmo con la  corona ferrea, cimiero, il tutto sotto a un padiglione con sopra la corona a otto archi col tocco di velluto chermisi e con la croce mauriziana e il gonfalone di Savoia. Poteva servirsi di stemmi più semplici che avevano il manto reale al posto del padiglione e che non riportavano alcuni elementi del grande stemma. Erano, però, elementi obbligatori il mantello reale, la corona e il collare dell'Annunziata.

Alla Regina consorte era concesso uno stemma composto dallo scudo di famiglia e dallo scudo del marito, entrambi di forma ovale e contornati da una cordelliera, il tutto sormontato dal manto reale e dalla corona da Regina consorte, simile a quella del re ma sormontata una croce normale che terminava alle estremità con delle perle. Se la Regina fungeva da reggente, durante la reggenza lo stemma riportava il collare dell'Annunziata.

Grande stemma del Re d'Italia
Stemma medio del Re d'Italia - versione con elmo, corona ferrea e cimiero
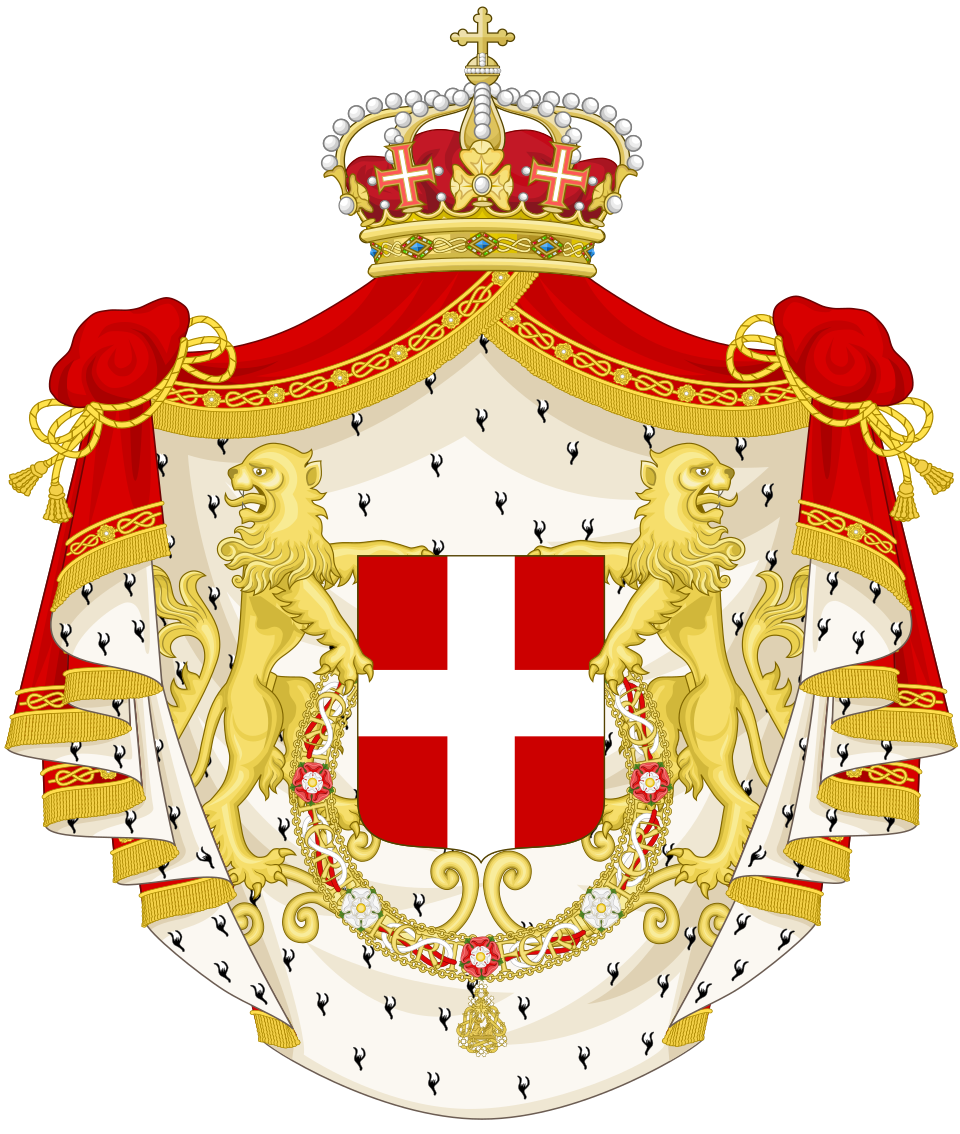
Stemma medio - versione senza elmo, corona ferrea e cimiero
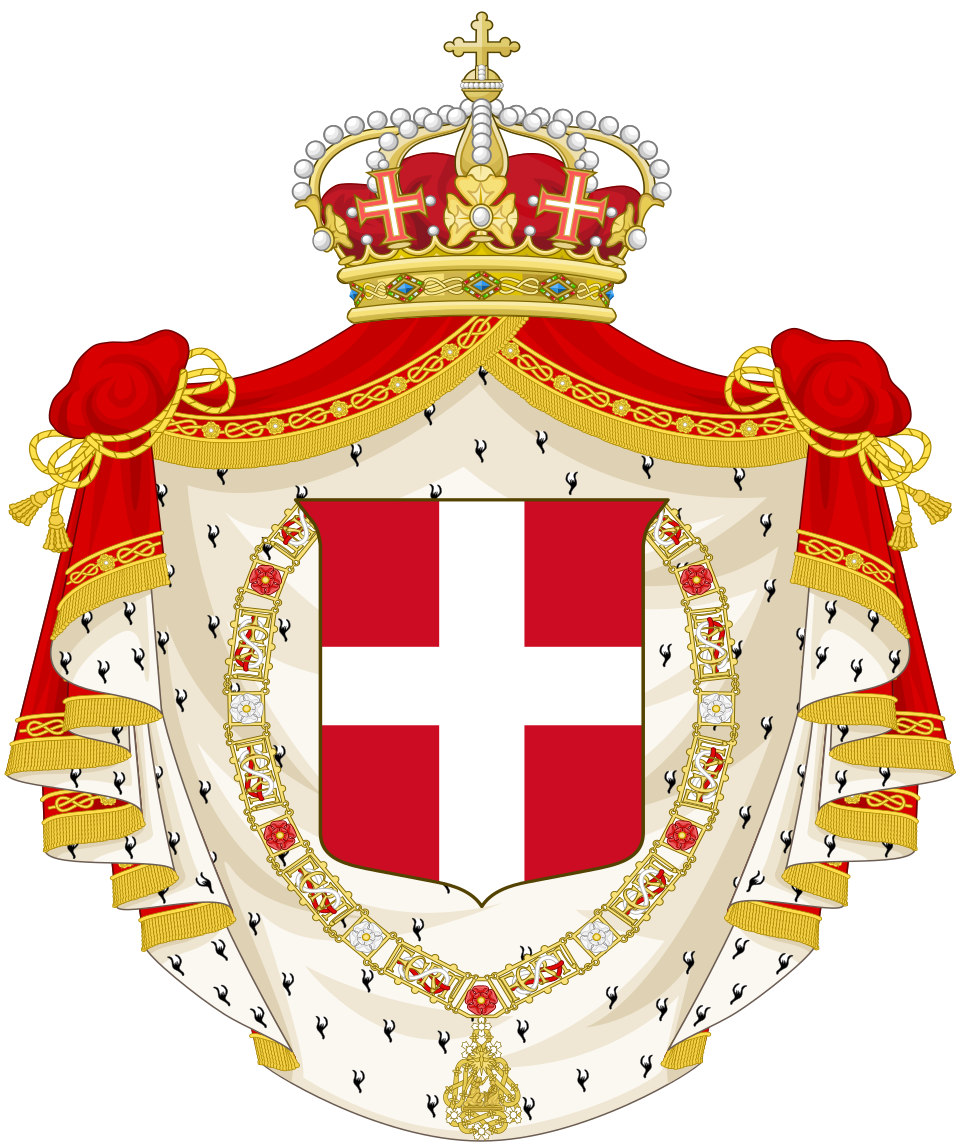
Piccolo stemma del Re
Stemma di una Regina consorte con lo scudo di Savoia e lo scudo di famiglia (stemma di Elena del Montenegro)
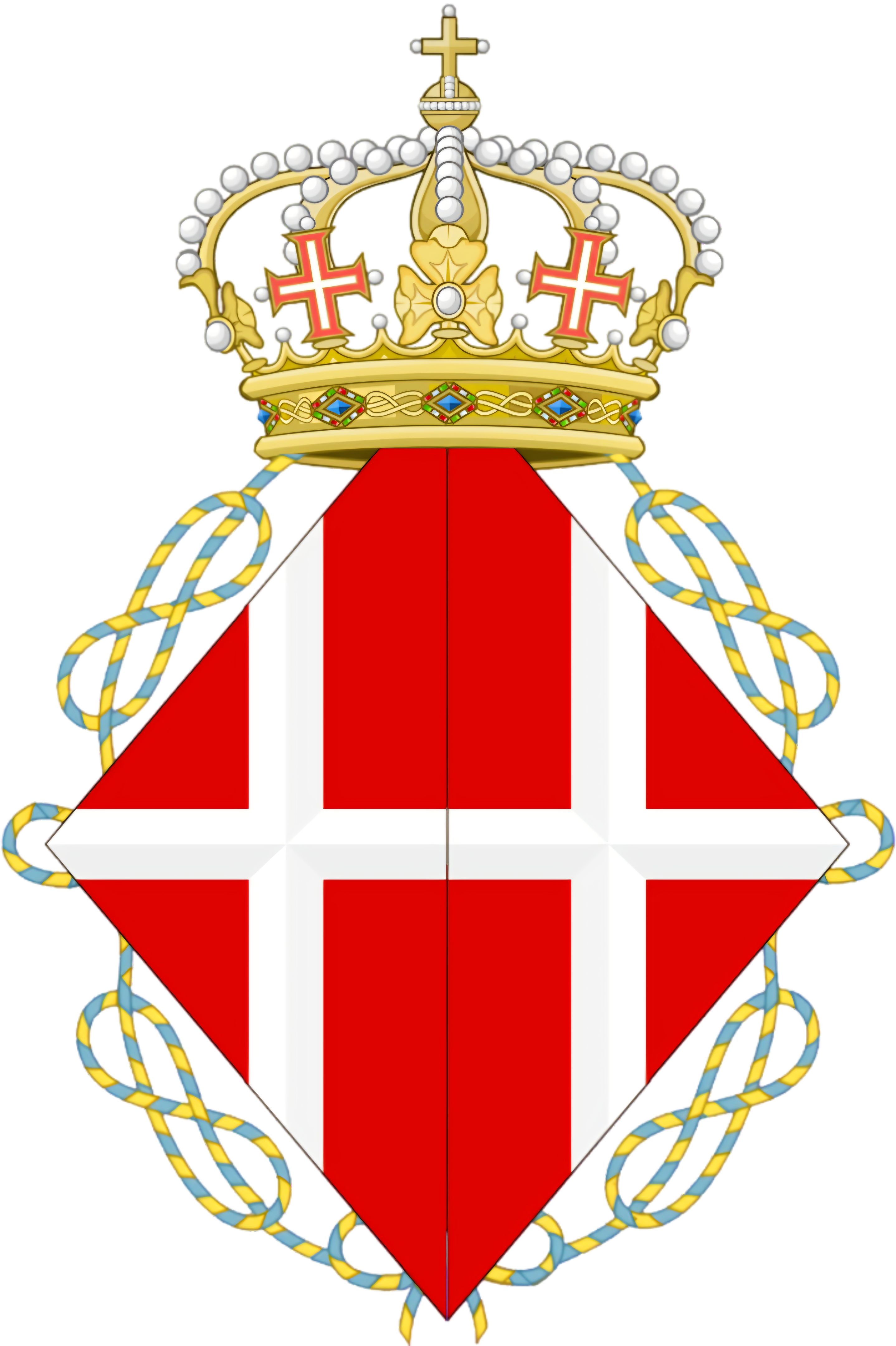
Stemma di una vedova, Regina in questo caso (di Margherita di Savoia)
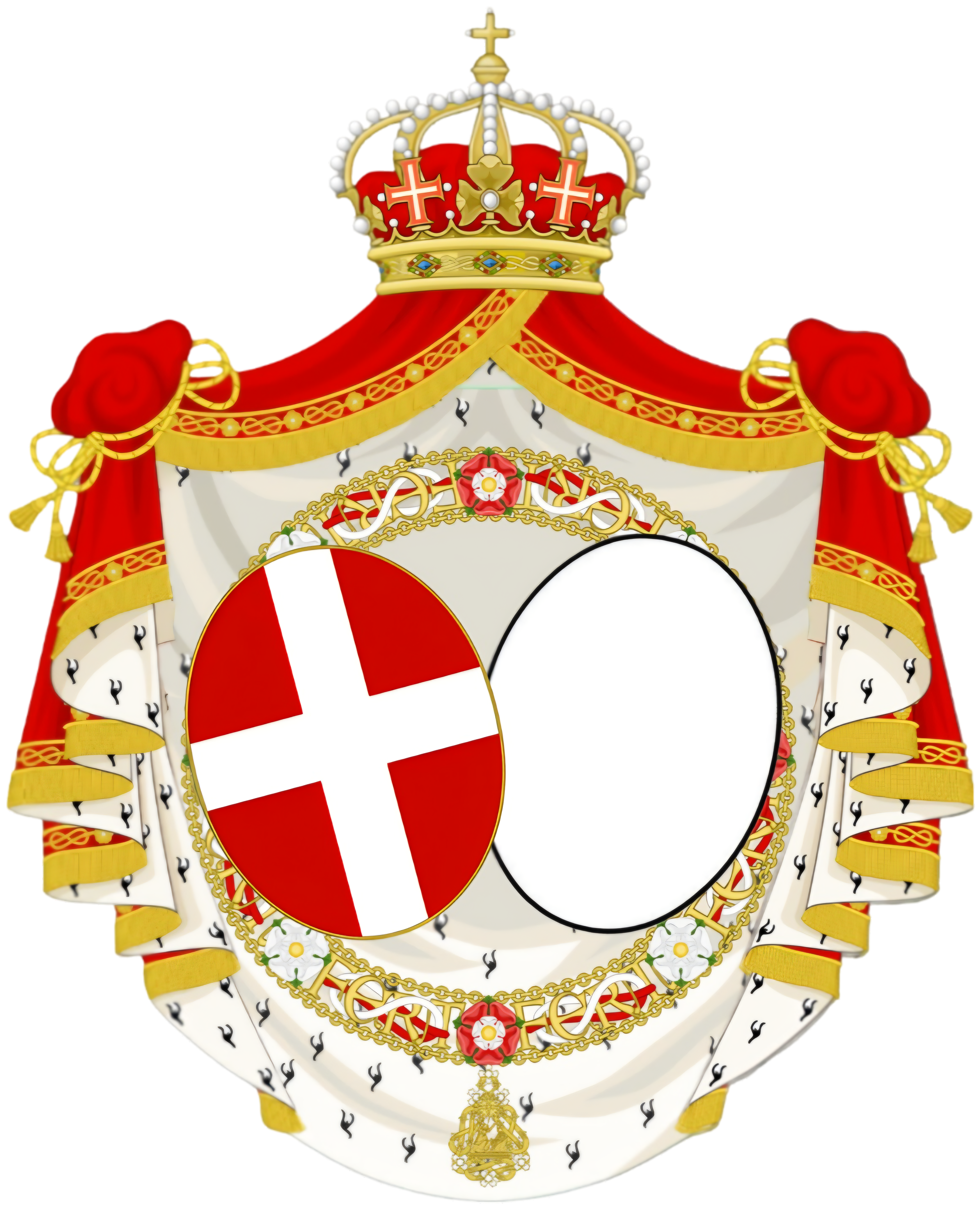
Stemma di una Regina Reggente (mai usato)

### Principi Reali ereditari
All'erede al trono era conferito in modo alternato il titolo di Principe di Piemonte e Principe di Napoli. Il Re che da erede era Principe di Piemonte aveva un erede col titolo di Principe di Napoli. Lo stemma presentava lo scudo (quello puro di Savoia per il Principe di Napoli, quello col lambello azzurro per il Principe di Piemonte), i sostegni, elmo e cimiero, il manto reale e una corona uguale a quella della Regina consorte ma a quattro archi.

Alla consorte era concesso uno stemma composto dallo scudo di famiglia e dallo scudo del marito, entrambi di forma ovale e contornati da una cordelliera, il tutto sormontato dal manto reale e dalla corona a quattro archi.

Stemma del Principe Reale ereditario come Principe di Piemonte
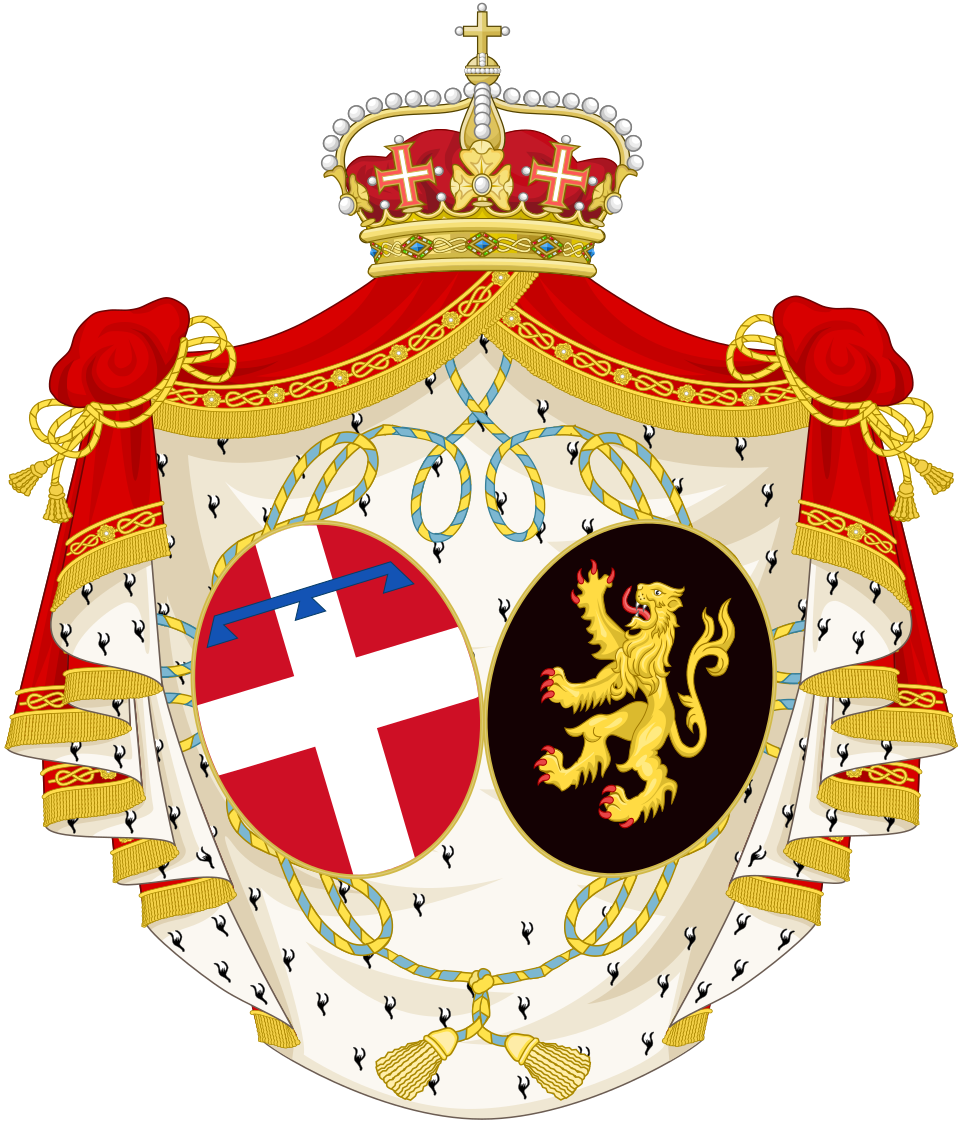
Stemma della consorte del Principe ereditario come Principessa del Piemonte con lo scudo del Piemonte e lo scudo di famiglia (stemma di Maria José del Belgio)
Stemma del Principe Reale ereditario come Principe di Napoli[14]
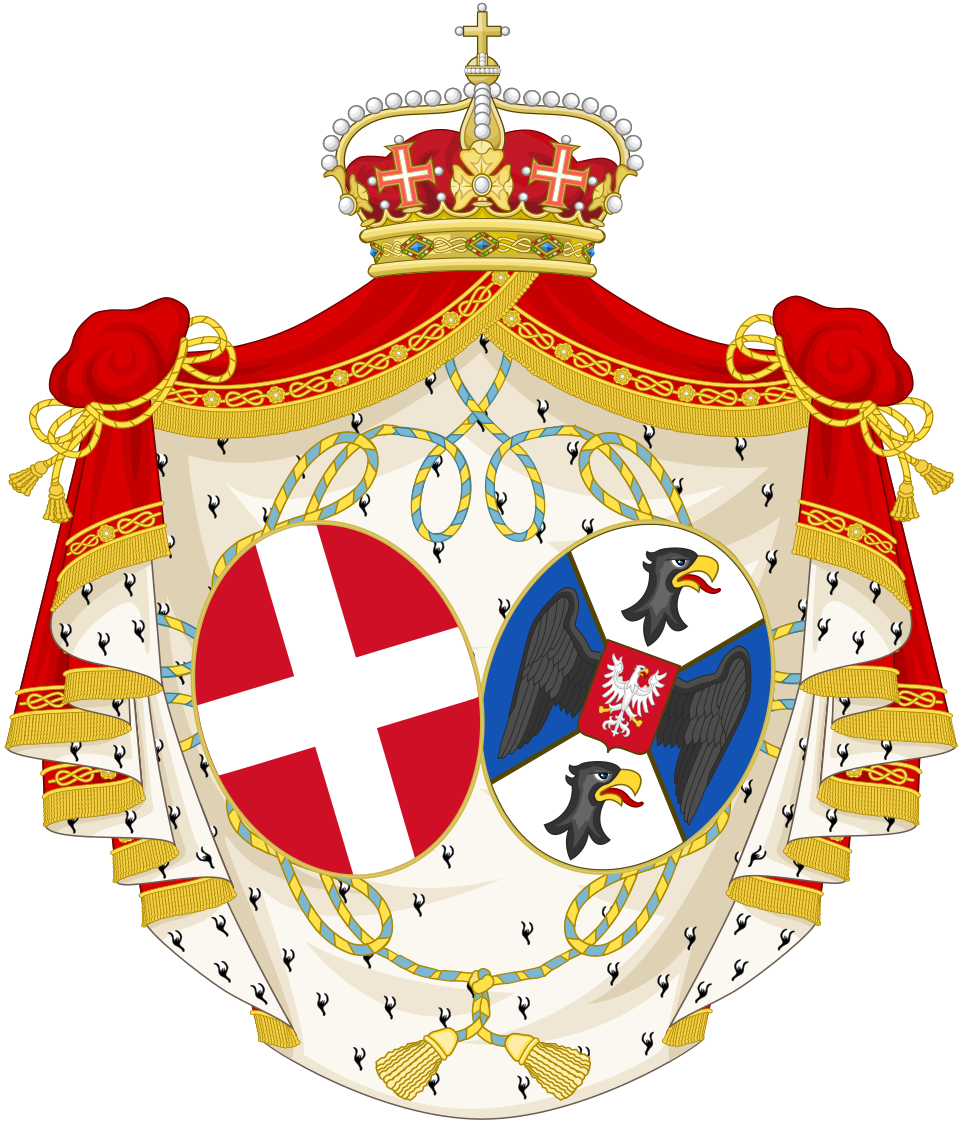
Stemma della consorte del Principe ereditario come Principessa di Napoli (usato da Elena del Montenegro)

### Principi della Real Casa
Lo stemma dei Principi Reali (che godevano del trattamento di Altezze reali) presentava lo scudo con la spezzatura della propria linea (Savoia, Savoia-Aosta o Savoia-Genova), attorniato da un manto con frangia oro, retto da dei sostenitori, con un cimiero e un elmo, il tutto coronato da una corona a un arco senza tocco. Alle loro consorti era concesso uno stemma composto dallo scudo di famiglia e dallo scudo del marito, entrambi di forma ovale e contornati da una cordelliera, il tutto sormontato dal manto con frangia oro e dalla corona a un solo arco.

Quello delle Principesse Reali nubili di Casa Savoia presentava solo il manto con frangia oro, la corona e lo scudo a losanga attorniato da una cordelliera.

Stemma di un Principe Reale (usato da Vittorio Emanuele III dopo l'abdicazione)
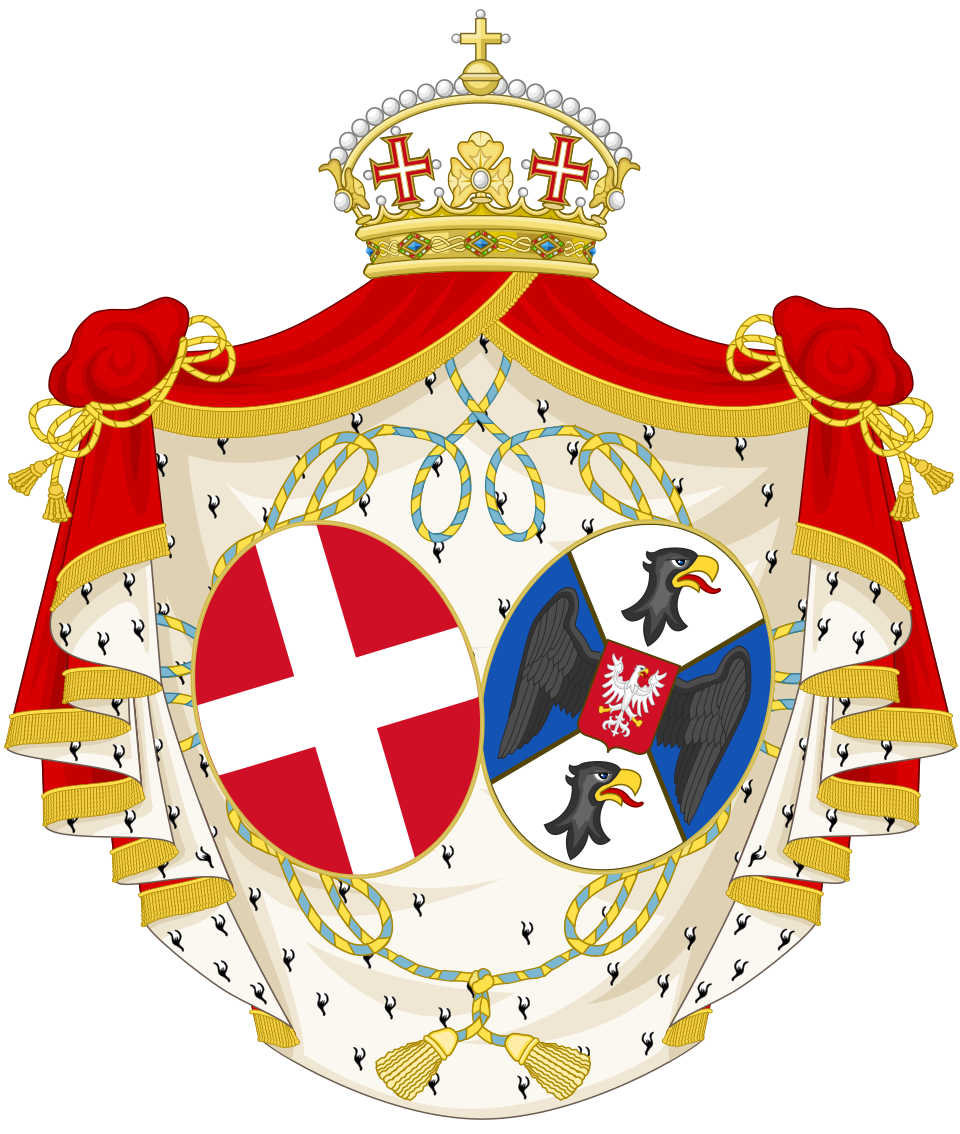
Stemma di una Principessa consorte di un Principe Reale (usato da Elena del Montenegro dopo l'abdicazione di Vittorio Emanuele III)
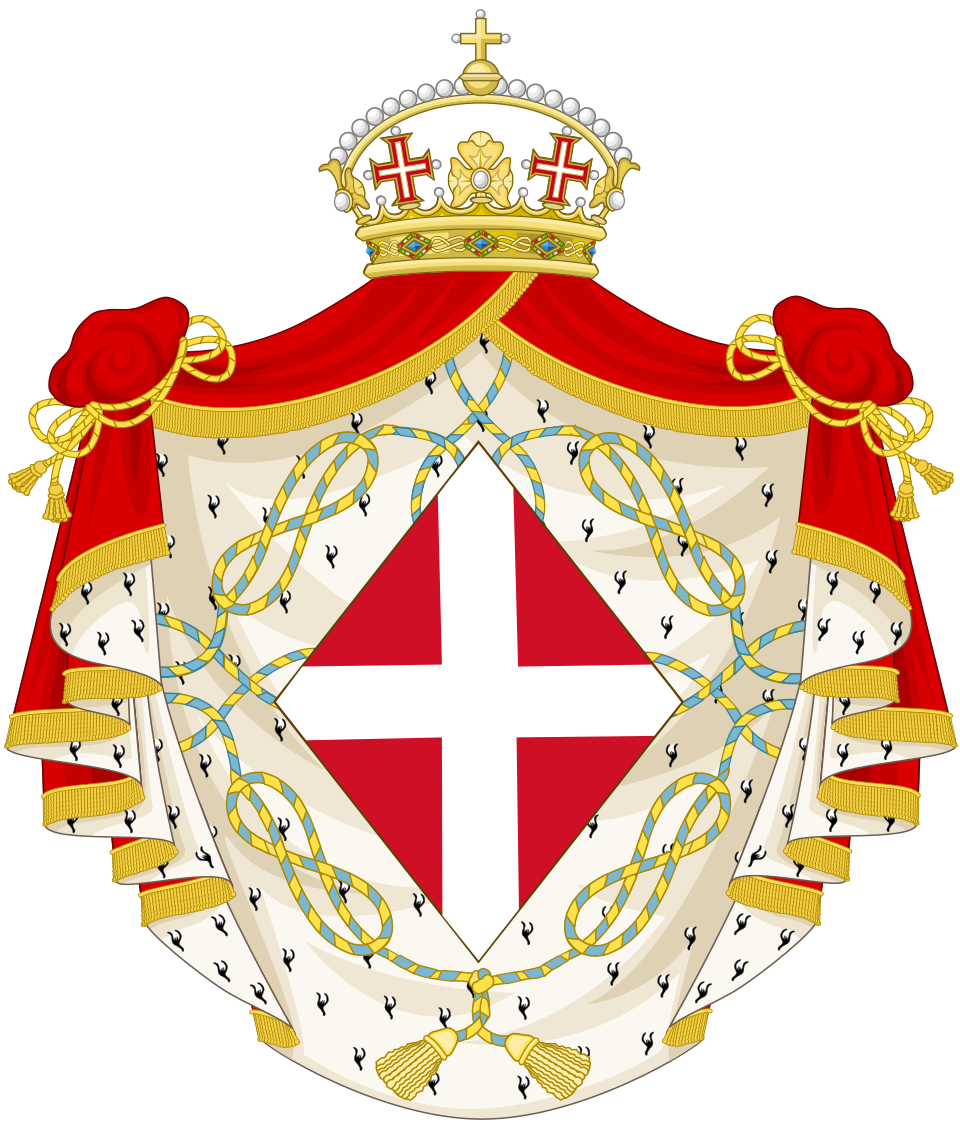
Stemma di una Principessa Reale nubile

Gli stemmi dei Principi e delle Principesse del Sangue (che godevano del trattamento di Altezza serenissima) seguivano le stesse regole araldiche indicate sopra, con la differenza che la loro corona era aperta e il manto era bordato di ermellino e non dalla frangia oro.

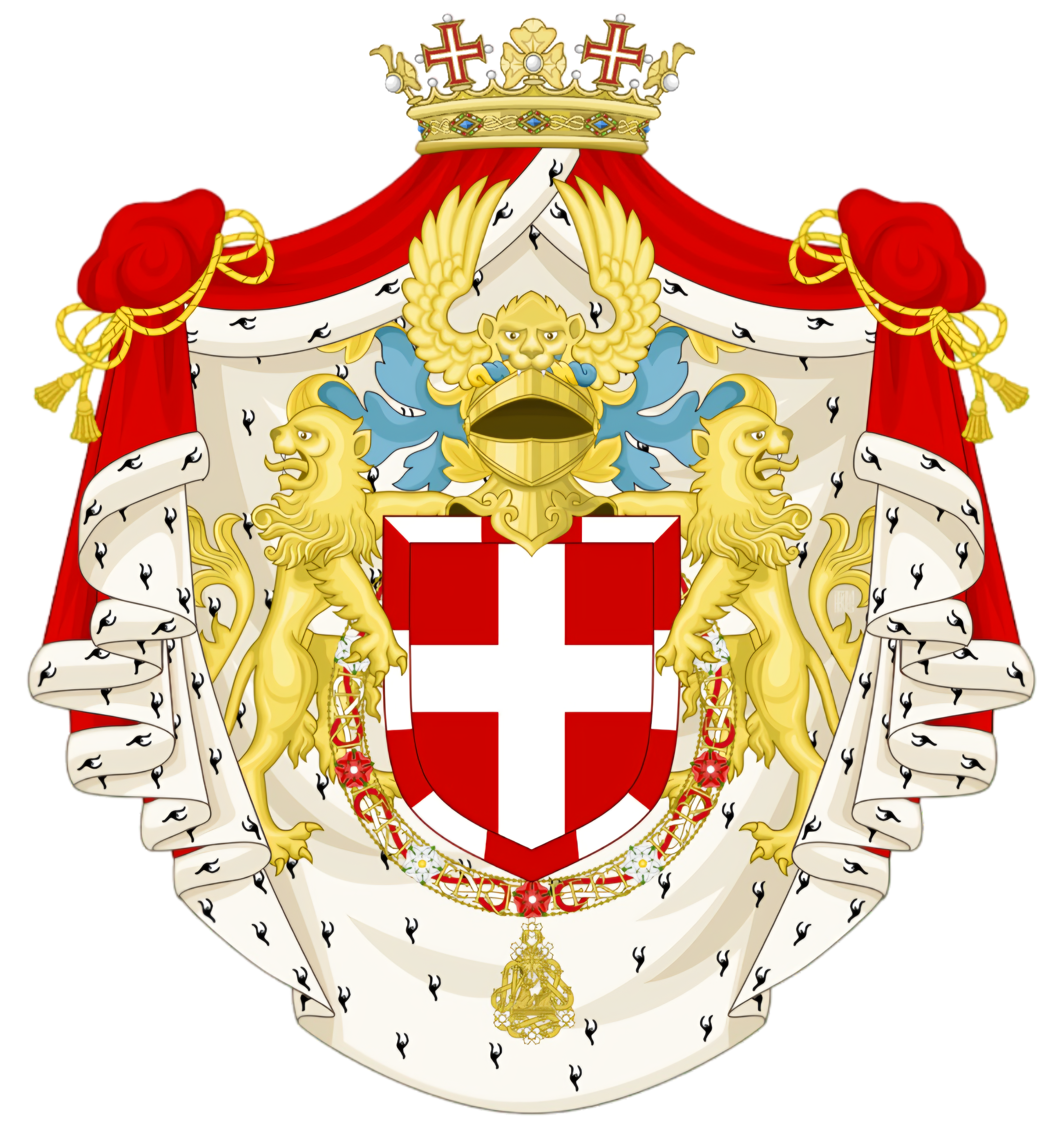
Stemma di un Principe del Sangue (scudo del ramo Savoia-Genova)
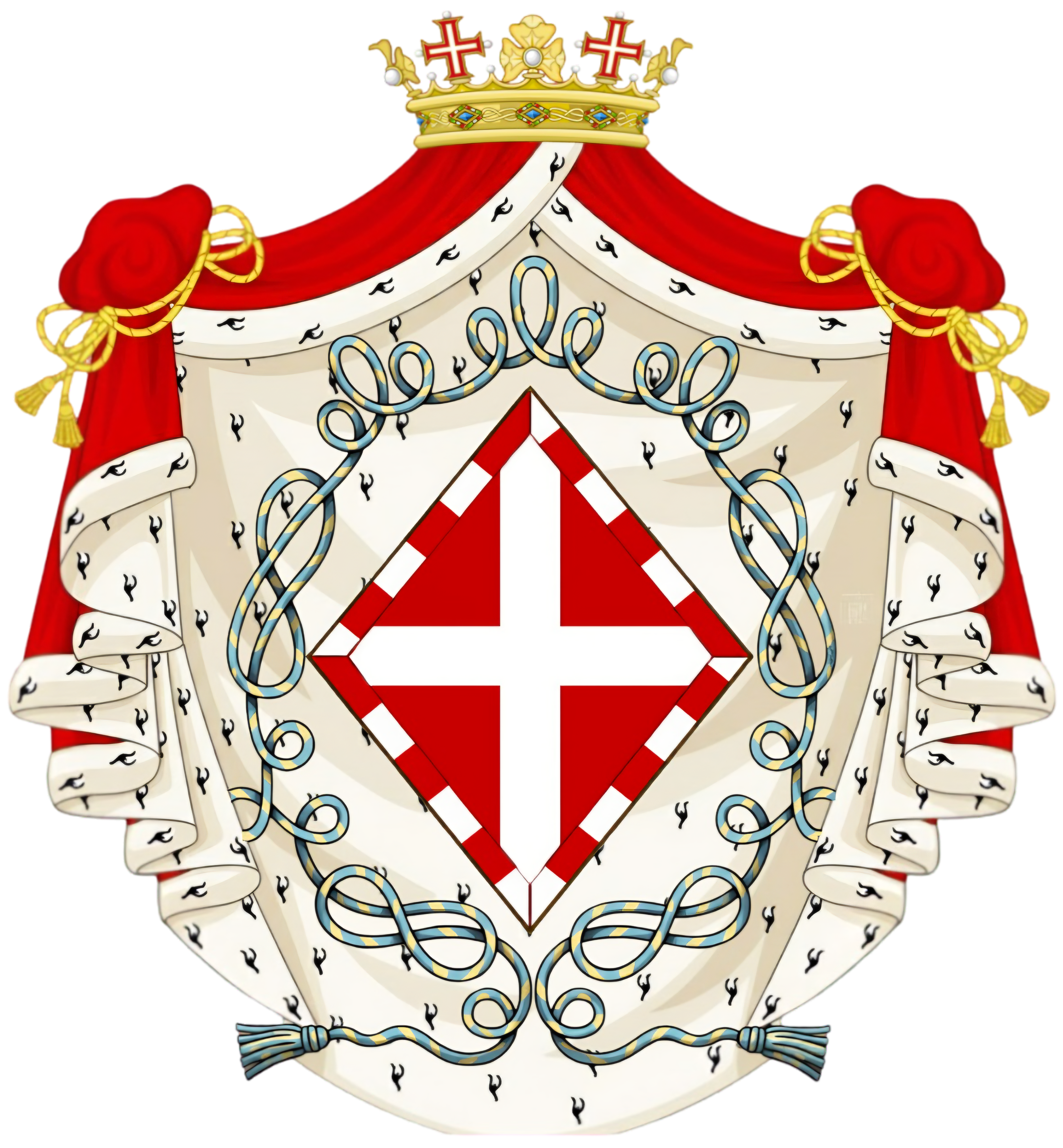
Stemma di una Principessa del Sangue nubile
Stemma di un Principe del Sangue elevato ad Altezza Reale. La corona aperta è sostituita da quella chiusa a un arco ma il manto bordato di ermellino rimane

## Gran sigilli di Stato
Il Gran sigillo di Stato era apposto in calce agli originali delle leggi, dei regi decreti legge e legislativi; aveva impresso il grande stemma dello Stato con la leggenda in giro riportante il nome del Re, la formula "per grazia di Dio e per volontà della Nazione" e infine il titolo "Re d'Italia", cui tra il 1939 e il 1944 fu aggiunto "e di Albania Imperatore d'Etiopia".

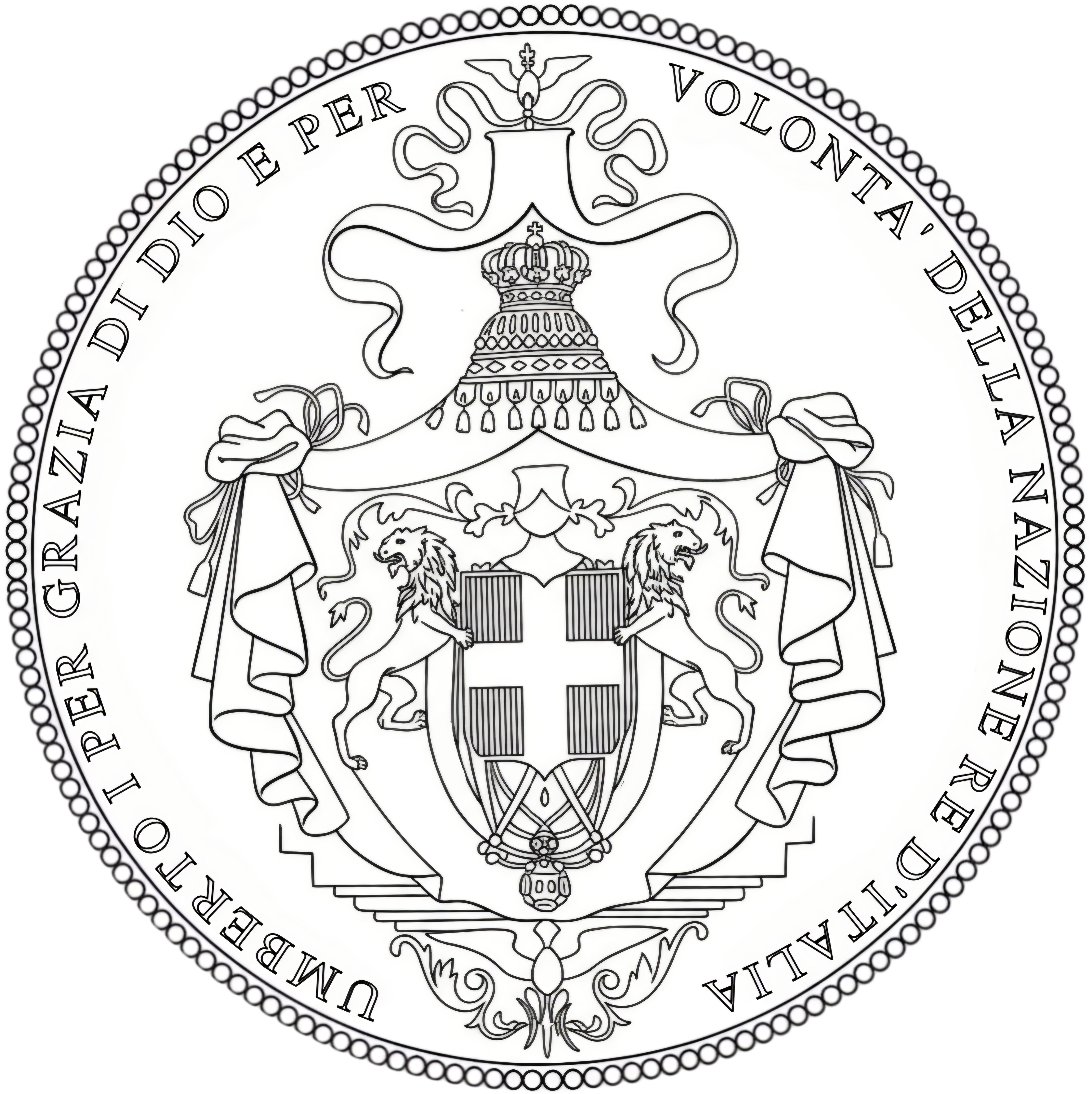
Gran sigillo in uso dal 1890 al 1900 sotto il regno di Umberto I
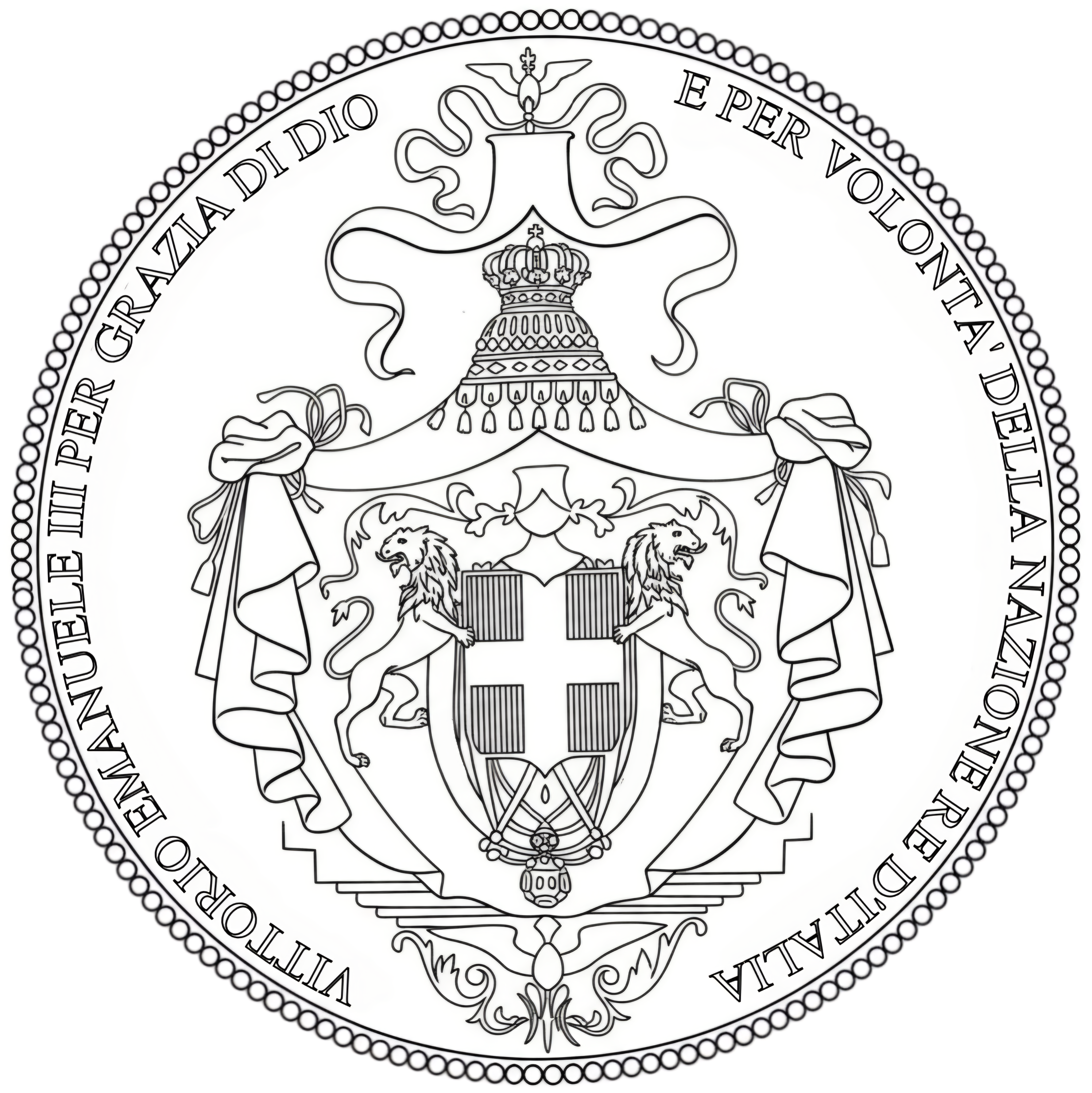
Gran sigillo in uso dal 1900 al 1927 e poi dal 1944 al 1946
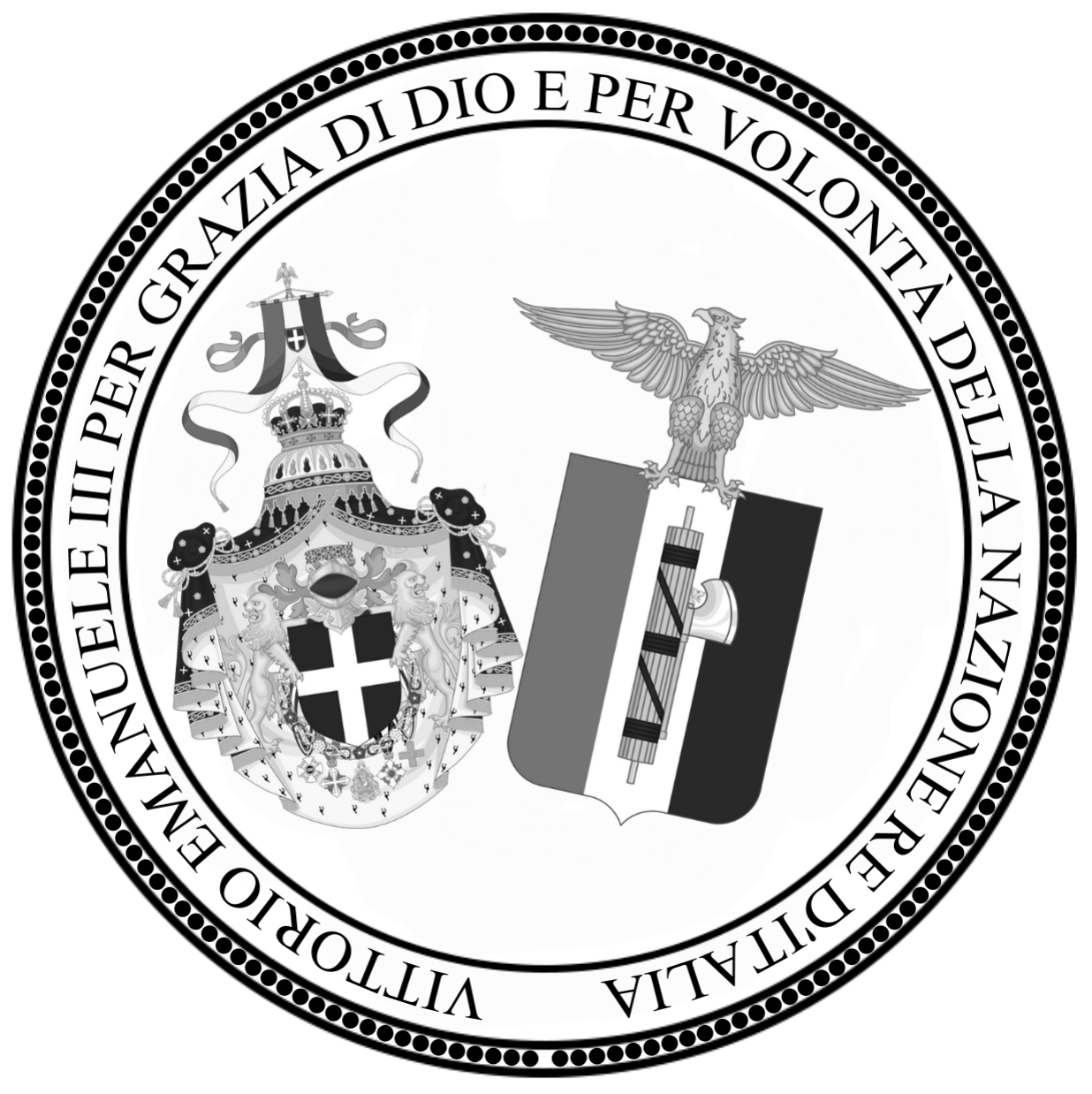
Gran sigillo in uso dal 1927 al 1929 dopo che il fascio littorio fu dichiarato emblema dello stato
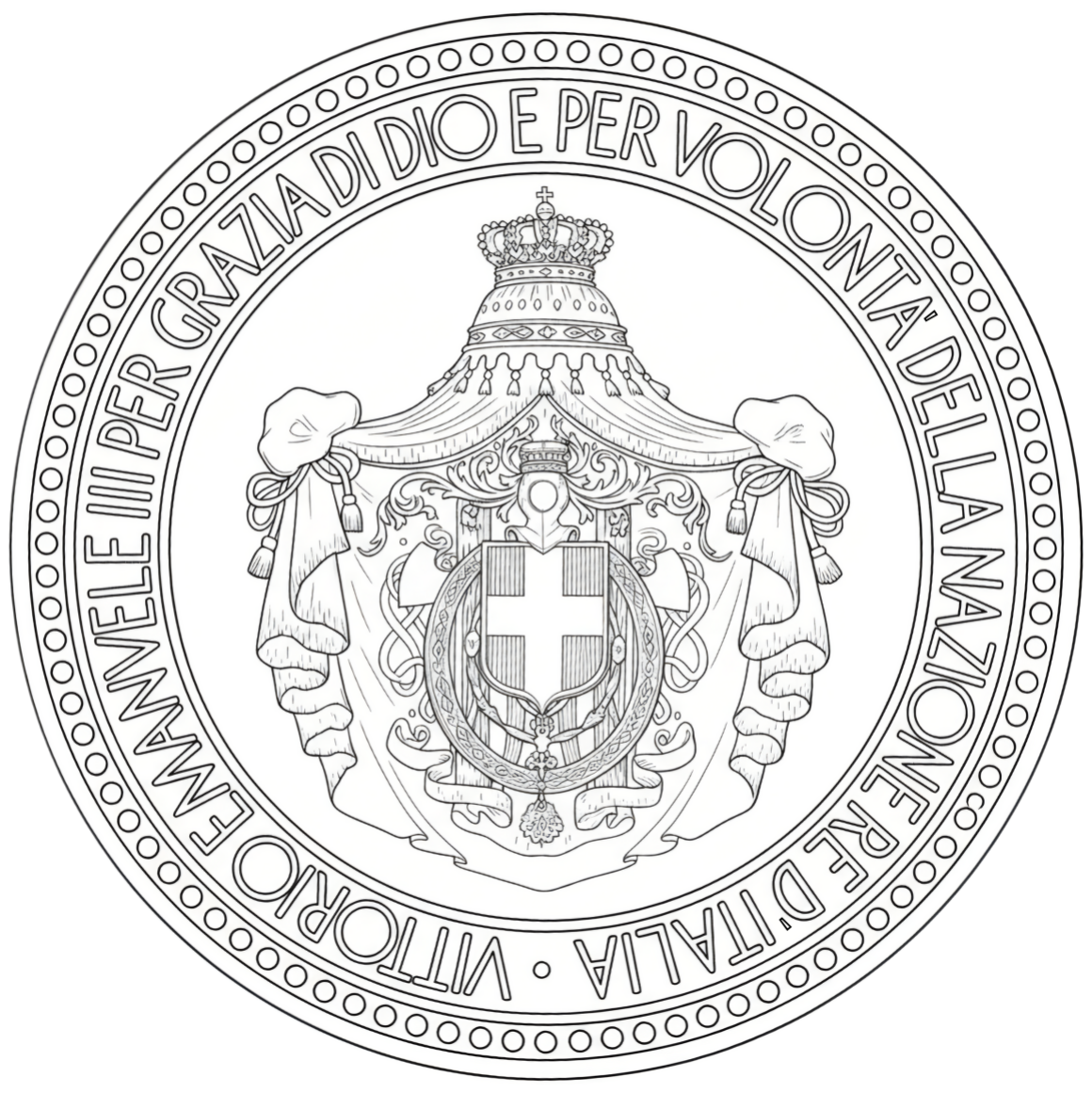
Gran sigillo in uso dal 1929 al 1939, dopo che i fasci furono incorporato nel grande stemma del Regno
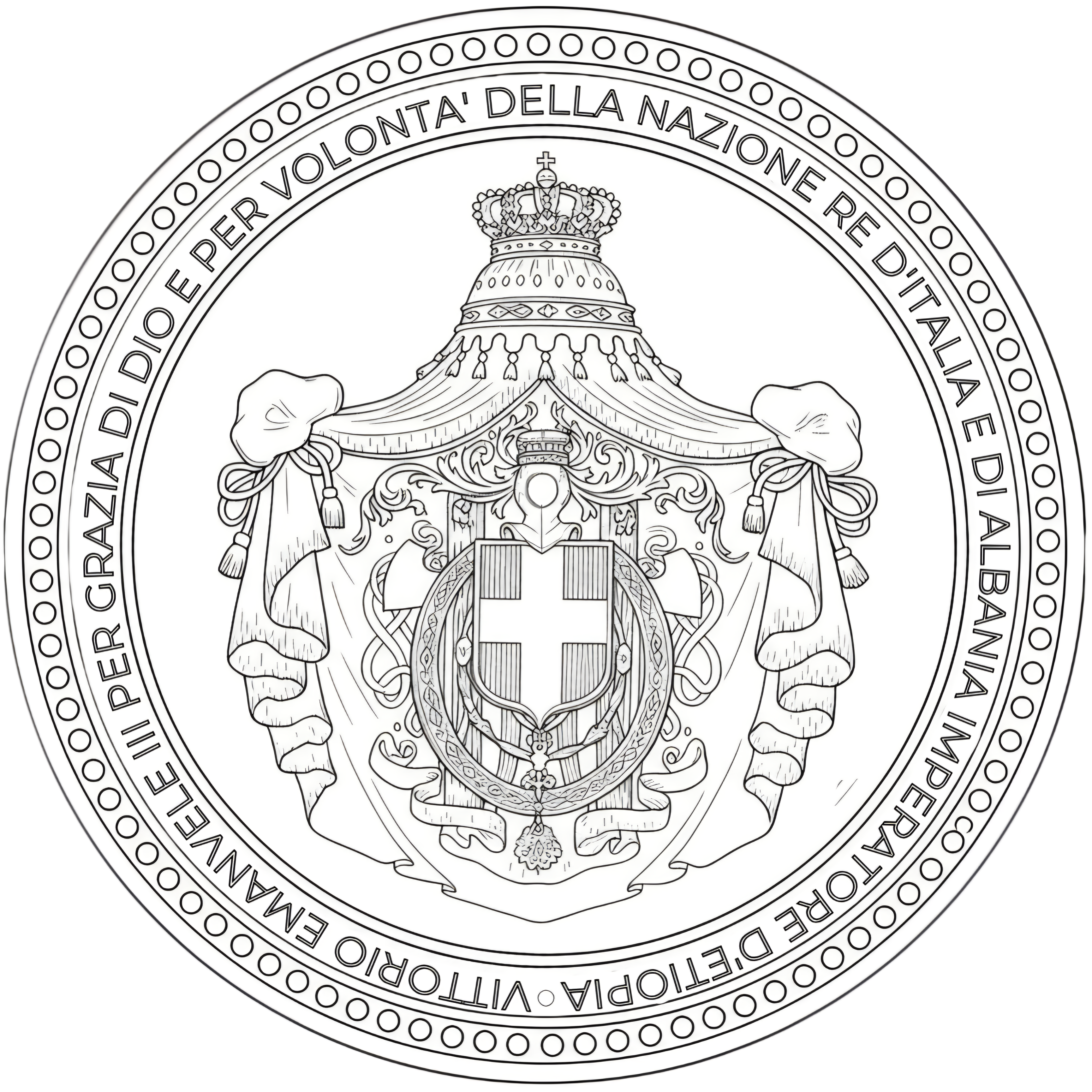
Gran sigillo in uso dal 1939, dopo che Vittorio Emanuele III assunse le corone d'Albania e d'Etiopia, al 1944